# نادي اليرموك (اليمن)
نادي اليرموك نادي رياضي ثقافي اجتماعي ، ويلعب في الدوري اليمني لكرة القدم ، يقع في قلب العاصمة صنعاء ، ويوجد في النادي عدة ألعاب كرة القدم، وكرة السلة ، وكرة الطائرة ، والتايكوندو.